# 曲振侔
曲振侔（1930年—2013年11月27日），山东牟平人，中国人民解放军将领、中国人民解放军中将。
毕业于海军指挥学校。1990年，接替马辛春，担任北海舰队司令员。1993年，由王继英接任，其改任担任东海舰队司令员。1993年，由杨玉书接任。1988年，授中国人民解放军中将军衔。
2013年11月27日, 因病醫治無效在青島病逝, 終年83歲.